# Valandil
Valandil is een fictief figuur uit de werken over Midden-aarde van J.R.R. Tolkien. Hij was de vierde zoon van Isildur. 
In het jaar 2 van de Derde Era verliet Isildur, samen met zijn drie oudste zonen (Elendur, Aratan en Ciryon), Gondor om zijn heerschappij in Arnor te vestigen. In Gondor liet Isildur Meneldil achter om in zijn plaats te regeren. Onderweg, op de Irisvelden, liep zijn troepenmacht in een hinderlaag van Orks. De Dúnedain waren sterk in de minderheid en de troepenmacht werd overweldigd waarbij Isildur en zijn zonen omkwamen. Er waren slechts drie overlevenden. Deze gebeurtenis staat sindsdien bekend als de Ramp van de Irisvelden.
Ten tijde van de hinderlaag verbleven Valandil (nog een kind) en zijn moeder in Rivendel. Valandil volgde zijn vader op als Hoge Koning van de Dúnedain. Dit betekende dat hij naast koning van Arnor, dat het persoonlijke domein van de Hoge Koning was, hij ook de rechtmatige koning van Gondor was. Valandils neef Meneldil beschouwde de opvolging echter niet als bindend voor Gondor omdat Valandil nog minderjarig was.
Omdat hijzelf nog minderjarig was en Arnor door de Ramp van de Irisvelden zwaar verzwakt was, legde Valandil zich hierbij neer. Op deze manier werd de politieke scheiding van Arnor en Gondor, die verstrekkende gevolgen zou hebben, een feit. Voor de eerste acht jaar van zijn regering bestuurde zijn moeder Arnor. In het jaar 10 van de Derde Era ontving Valandil de Scepter van Annúminas, het symbool van het koningschap.
Vanuit Annúminas regeerde hij over Arnor. Hij stierf in het jaar 249 van de Derde Era. Zijn zoon Eldacar volgde hem op.